# 方薄齿扇贝
，是莺蛤目海扇蛤科锦海扇蛤属的一种。主要分布于中国大陆、台湾，常栖息在浅海沙底。